# Anti-müllerskt hormon
Anti-müllerskt hormon (AMH) eller Müllerinhiberande substans (MIS) är ett könshormon som hos pojkfoster är centralt för utvecklingen av manligt kön och som mäts hos kvinnor för att utreda deras fertilitet. Det är uppkallat efter Johannes Peter Müller.
AMH, som upptäcktes av Alfred Jost 1944, kodas av en gen, som har lokaliseringen 19p13.3. Det är ett glykoprotein som tillhör en familj av cytokiner som kallas transforming growth factor-β (TGF-β).
Hos pojkar bildas AMH i sertoliceller i testiklarna från och med åttonde fosterveckan. Häri låg hormonets första kända uppgift, nämligen att tillbakabilda müllerska gångarna varigenom möjligheten att bilda kvinnliga inre könsorgan uteblir. Det är sedan testosteronet som utvecklar de wolffska gångarna, som är förstadiet till de inre manliga könsorganen. AMH fortsätter att vara högt hos pojkarna under deras första levnadsår, och sjunker sedan till och med puberteten.
Flickfoster bildar antimüllerskt hormon i granulosaceller i äggstockarna från och med fostervecka 36. Det är som högst under fertil ålder, medan det är omätbart efter menopausen. Nivån i serum tycks ge en uppfattning om hur många äggfolliklar kvinnan har kvar (äggreserven)  och deras kvalitet. Hos kvinnor verkar AMH ha till funktion att hämma follikelstimulerande hormonets påverkan på äggmognaden.
Problem med nivåerna av AMH förekommer vid manlig pseudohermafroditism och kryptorchidism. Hos kvinnor mäts AMH vid utredningar om infertilitet inför in vitro-fertilisering, vid polycystiskt ovariesyndrom och vid äggstockscancer. Under senare år har det visat sig att mätning av AMH i serum hos kvinnor äldre än 35 år kan ge en bild av när hon kommer att gå in i menopausen.